# Fleming (Missouri)
Fleming – miasto w Stanach Zjednoczonych, w stanie Missouri, w hrabstwie Ray.